# Peter Sarsgaard
Peter Sarsgaard (n. 7 martie 1971) este un actor american de teatru și film.